# زبان پیوندی
زبان پیوندی یا چسبانشی زبانی است که به‌طور گسترده با پیوستن (یا چسباندن) از آن استفاده می‌شود: بیشتر واژگان از چسباندن تکواژها به یکدیگر ایجاد شده‌اند. این عبارت اولین بار توسط ویلهلم فون هومبُلت در ۱۸۳۶ جهت طبقه‌بندی زبانها از دیدگاه تک‌واژشناسی ارائه شد.
در یک زبان پیوندی، نمایه‌ها جداگانه، از دسته‌بندیهای مرتبط، یک به یک به پایه لغت افزوده می‌شود.

## نمونه‌هایی از زبانهای پیوندی (چسبانشی)
مثالهایی از زبانهای پیوندی شامل زبانهای زیر است:
- زبانهای آسترونزیایی
- زبانهای آلتایی (از قبیل ترکی، مغولی و تونگوزی)
- زبان باسکی
- کره‌ای
- برخی زبانهای مزوامریکن و زبانهای بومی قاره آمریکا مانند ناهواتل، هوازتک و سالیش، کچوا، آیمارا، زبان‌های آتاباسکی و…
- زبانهای اسکیمو-آلوت (زبان بومی اسکیموها و بومیان قطب شمال)
- زبانهای بانتو (زبان بومی بیشتر سیاهپوستان آفریقا)
- زبانهای اورالی (مانند مجاری، فنلاندی و استونیایی)
- بسیاری از زبانهای تبتی-برمه‌ای
- زبانهای دراویدی
- زبانهای قفقازی شامل کارتولی (مانند گرجی)، شمال شرقی و شمال غربی (مانند چچنی و آبخازی)

بیشتر مردمان خاور نزدیک باستان نیز به این زبانها صحبت می‌کردند:
- سومری
- ایلامی
- هوری
- اورارتویی
- هاتی
- گوتی
- لولّوبی
- کاسی